# Kapla

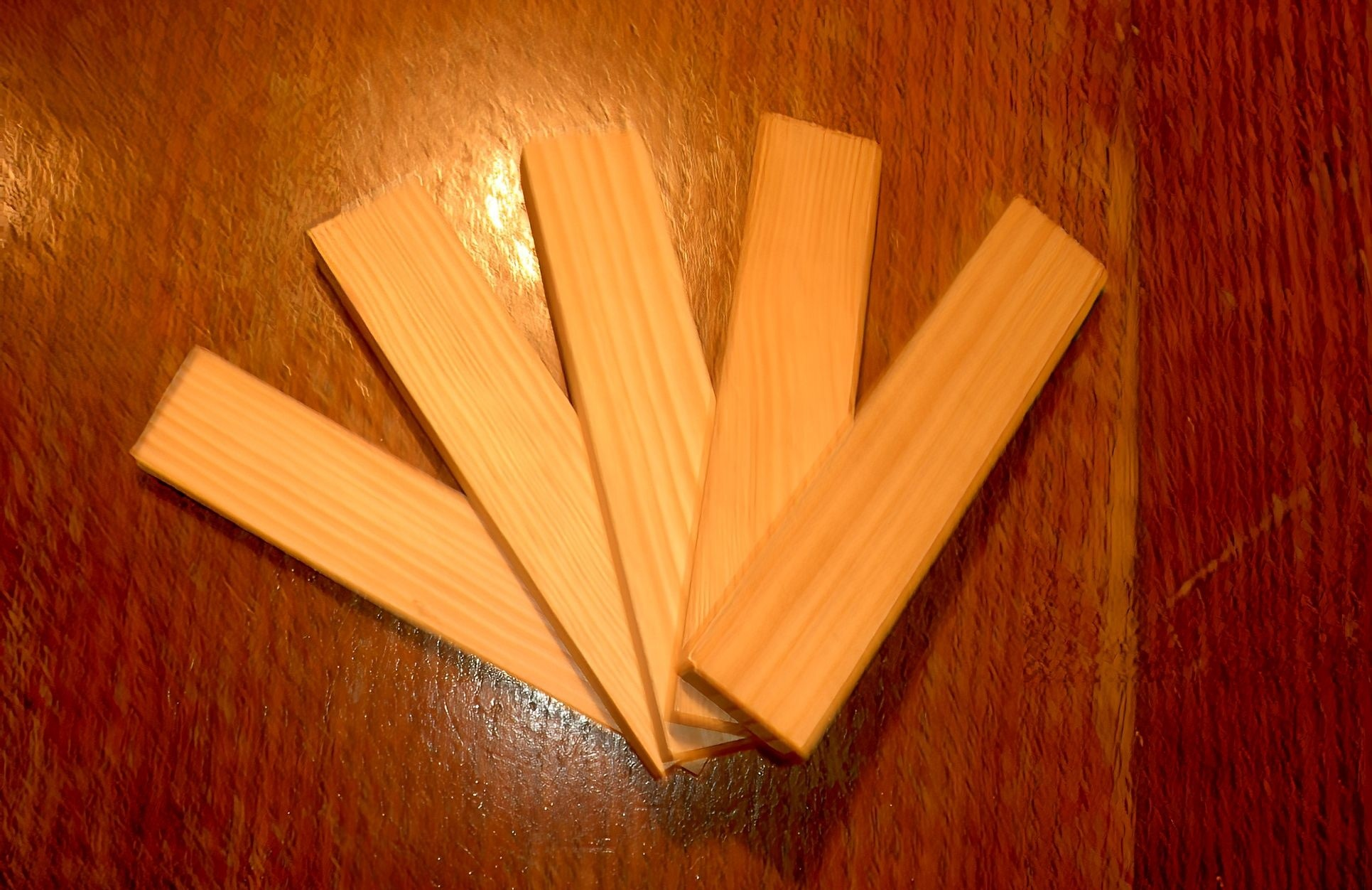
Pranchas KAPLA

KAPLA® é um bloco de madeira empilhável feito para crianças e adultos. Cada bloco tem dimensões de 23,4mm x 7,8mm x 117,4mm.